# Klątwa mumii
Klątwa mumii (ang. The  Mummy's Curse) – amerykański film grozy z 1944, będący kontynuacją filmu Duch mumii z tego samego roku.

## Opis fabuły
Akcja filmu rozgrywa się w 2000. Roboty  nawadniające, pracujące w okolicach Luizjany, przypadkowo budzą do życia mumię Kharisa. Przywrócony do życia potwór zaczyna siać śmierć i popłoch.

## Obsada
- Lon Chaney Jr. – Kharis, mumia
- Virginia Christine – Ananka
- Kay Harding – Betty Walsh
- Dennis Moore – dr James Halsey
- Martin Kosleck – Ragheb
- Kurt Katch – Cajun Joe
- Addison Richards – Pat Walsh
- Holmes Herbert – dr Cooper